# 雙頸吉他

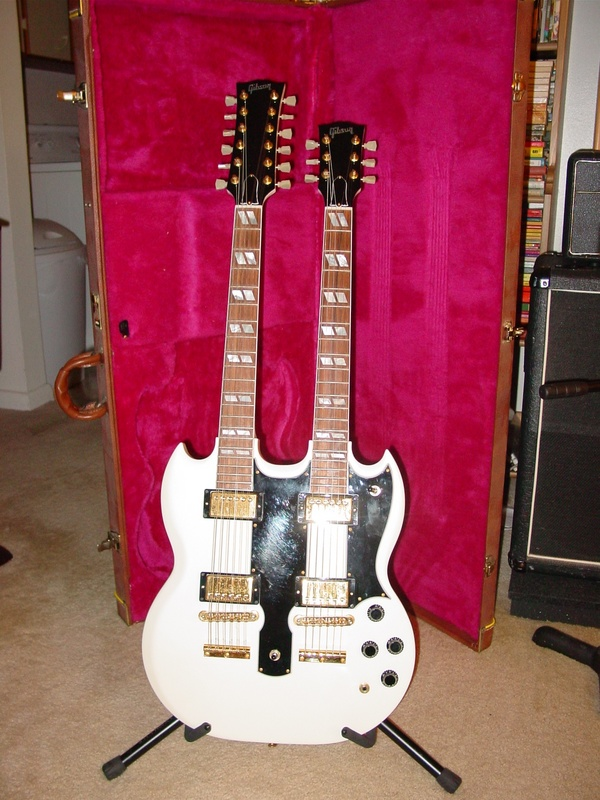
Gibson EDS-1275

雙頸吉他（英語：double neck Guitar）是多頸吉他（Multi-neck guitar）的一種，指拥有两个琴颈的吉他，有原聲吉他和电吉他。最常见的琴颈组合为12弦吉他与6弦吉他组合。另外也有電貝斯与6弦吉他的组合，无品吉他与6弦吉他的组合。该类吉他通常用于现场演奏。